# Eugenio Py
Eugenio Py właśc. Eugène Py (ur. 19 maja 1859 w Carcassonne, zm. 26 sierpnia 1924 w San Martín) – argentyński operator filmowy pochodzenia francuskiego, pionier kina.

## Życiorys
Py przybył do Argentyny z Francji w 1888 Początkowo pracował na kolei, później został lokalnym fotografem. Pierwsze filmy zaczął kręcić, pracując dla firmy fotograficznej Casa Lepage, która sprowadziła sprzęt filmowy Gaumonta z Francji.
Przypisuje mu się autorstwo La bandera Argentina (pl. "Flaga Argentyny", 1897) – pierwszego filmu nakręconego w Argentynie
25 października 1900 Py zarejestrował jedną z pierwszych aktualności filmowych w Argentynie – El viaje del Doctor Campos Salles. Była to relacja z przybycia do Argentyny brazylijskiego prezydenta-elekta Manuela Ferraza de Campos Salesa i jego powitania z prezydentem Argentyny Juliem Argentino Rocą. Film został zaprezentowany dygnitarzom już w dniu jego nakręcenia.
W 1906 zsynchronizował film Tango Criollo z fonografem. Później nakręcił dla Casa Lepage ok. 30 filmów, w których próbowano synchronizować obraz z dźwiękiem. Był też autorem zdjęć i montażu Amalii – pierwszego argentyńskiego filmu pełnometrażowego.